# Yoania japonica
Yoania japonica là một loài thực vật có hoa trong họ Lan. Loài này được Maxim. miêu tả khoa học đầu tiên năm 1873.